# Saturn AL-55
Il Saturn AL-55 è una famiglia di motori aeronautici turboventola sviluppata dall'azienda russa NPO Saturn.
La versione AL-55I viene prodotta, oltre che dalla stessa, su licenza dall'azienda indiana Hindustan  Aeronautics Limited (HAL).

## Versioni
AL-55F

AL-55I

## Velivoli utilizzatori
India
- HAL HJT-36 Sitara (AL-55I)
- HAL HJT-39 (previsto) (AL-55I)

 Russia
- MiG-AT
- Yakovlev Yak-130 [2]